# Барон Греттон

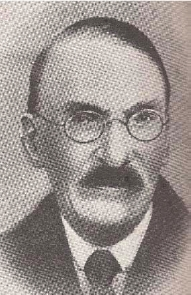
Джон Греттон, 1-й барон Греттон

Барон Греттон из Степлфорда в графстве Лестершир — наследственный титул в системе Пэрства Соединённого королевства. Он был создан 27 января 1944 года для британского пивовара и консервативного политика Джона Греттона (1867—1947). Он был руководителем пивоваренной фирмы Bass, Ratcliff & Греттон Ltd в Бертон-апон-Тренте, а также представлял в Палате общин Южный Дербишир (1895—1906), Ратленд (1907—1918) и Бертон (1918—1943). Его сын, Джон Фредерик Греттон, 2-й барон Греттон (1902—1982), консервативный политик, заседал в Палате общин от Бертона (1943—1945). По состоянию на 2010 год носителем титула являлся внук последнего, Джон Лисандр Греттон, 4-й барон Греттон (род. 1975), который стал преемником своего отца в 1989 году. Его мать Дженнифер Греттон, леди Греттон (род. 1943), является лорд-лейтенантом Лестершира с 2003 года.
Семейная резиденция — Степлфорд-Парк в графстве Лестершир. В 1989 году поместье купил американский ресторатор фаст-фуда и владелец отеля Боб Пейтон, преобразовав его в гостиницу.

## Бароны Греттон (1944)
- 1944—1947: Джон Греттон, 1-й барон Греттон (1 сентября 1867 — 2 июня 1947), сын Джона Греттона (1836—1899)[1]
- 1947—1982: Джон Фредерик Греттон, 2-й барон Греттон (15 августа 1902 — 26 марта 1982), единственный сын предыдущего[2]
- 1982—1989: Джон Хенрик Греттон, 3-й барон Греттон (9 февраля 1941 — 4 апреля 1989), старший сын предыдущего[3]
- 1989 — настоящее время: Джон Лисандр Греттон, 4-й барон Греттон (род. 17 апреля 1975), единственный сын предыдущего[4]
  - Наследник титула: достопочтенный Джон Фредерик Брюс Греттон (род. 9 июня 2008), единственный сын предыдущего[5].